# Mevasseret Tsion
Mevasseret Tsion ((he) מבשרת ציון Messager de Sion) est une commune israélienne située sur les hauteurs de Jérusalem. Elle a le statut de conseil local. Elle est située à 6 km à l'ouest de Jérusalem. La municipalité de Mevasseret Zion est issue du regroupement de Mevasseret Yéroushalaïm, Maoz Tsion Aleph et Maoz Tsion Bet. Elle compte 15 quartiers.
En 1951, Maoz Tsion Aleph est créé sur les terres de l’ancien village palestinien détruit et expulsé de Qalunya, au sud de la route Jérusalem-Tel Aviv, en tant que ma'abara pour les immigrants venus du Kurdistan et d'Irak. Elle se transforme ensuite en village, une partie de ses habitants travaillent dans la carrière située au sud du village. En 1954, Maoz Tsion Bet est créé à l'est de Maoz Tsion Aleph pour accueillir à nouveau des immigrants venus du Kurdistan. Pendant longtemps, ces deux villages ont aussi été appelés Qastel.
En 1956, Mevasseret Yéroushalaïm est créé au nord-ouest de la route Jérusalem-Tel Aviv pour accueillir des immigrants d'Afrique du Nord.
En 1963, les 3 villages sont regroupés au sein d'un conseil local appelé Mevasseret Tsion. Il compte alors 3 500 habitants. Malgré ce nom officiel, beaucoup continuent à utiliser les noms Maoz Tsion et Qastel pour la partie sud de la commune, et Mevasseret pour sa partie nord.

## Jumelages
Plan-de-Cuques.